# La Voiture immergée
La voiture immergée est la troisième histoire de la série Gil Jourdan de Maurice Tillieux. Elle est publiée pour la première fois du no 1067 au no 1089 du journal Spirou. Puis est publiée sous forme d'album en 1960.

## Univers

### Synopsis
À Labron, dans le Morbihan, un homme s'engage avec sa voiture sur le "Pas-du-malin", chaussée submersible entre la terre ferme et la tour du "Joyeux Chevalier". Sa voiture est retrouvée le lendemain par des pêcheurs, complètement immergée ; son conducteur a disparu. Lorsque sa disparition est déclarée, il est considéré comme mort : il s'agit de Nikita Zix, antiquaire. Après ouverture de son testament, et examen de la collection, son neveu, Henri Zix découvre que les objets ont été remplacés par des copies. Il engage Jourdan pour en savoir plus sur la mort de son oncle, pensant avoir affaire à un meurtre plutôt qu'à un accident.
Peu après avoir accepté l'affaire, Jourdan reçoit un appel d'un homme déclarant être Nikita Zix, et lui donne rendez-vous. Cherchant à l'interpeller, Libellule est agressé par leur interlocuteur et Jourdan manque de se faire tuer. Le jour suivant, Jourdan demande un coup de main à Crouton et à Libellule, afin de connaitre le nom du faussaire qui a remplacé la collection Zix, et de celui de son acheteur. Il s'entretient ensuite avec Manuel Bocca, le secrétaire de Zix, et Julien, son domestique. Le seul indice qu'il glane est que Bocca et Zix se sont disputés au sujet d'une augmentation des primes d'assurance.
Libellule retrouve le nom du faussaire : il s'agit d'un Anglais, Willy Spotsy. Lorsque Jourdan et Libellule retrouvent l'homme à Londres, il a déjà été tué par électrocution, mais les photos des objets copiés sont retrouvés dans ses affaires. Jourdan décide alors de se rendre à la tour du "Joyeux chevalier", afin de comprendre ce qui avait poussé Nikita à s'y rendre ; il est accompagné de Libellule et de Crouton.
Sur le "Pas-du-malin", en fouillant la voiture de Zix, toujours en place, ils retrouvent une lettre contenant une phrase codée, qui a sans doute servi à attirer Zix sur place. Une fois à la tour du "Joyeux Chevalier", ils se rendent compte que les instructions en clair de la lettre sont fausses. Après avoir fait le tour de l'île sans y trouver âme qui vive, puis avoir attendu la marée basse, ils repartent. Mais la voiture tombe en panne sèche sur le Pas, alors que Jourdan avait fait le plein la veille. Ils comprennent alors comment Zix a été tué : en siphonnant le réservoir sur l'ile, quelqu'un leur en a laissé juste assez pour qu'ils se retrouvent immobilisés en plein milieu du Pas.
Heureusement, un feu allumé sur leur voiture attire l'attention du gendarme à qui ils avaient parlé de leur intention de se rendre à la Tour. Ils sont repêchés in extremis. Avant de repartir pour Paris, Jourdan rencontre le curé de Labron qui connait par cœur l'histoire de la région. Le curé déchiffre le code de la lettre de Zix, expliquant que les renseignements de la lettre sont tous faux. Jourdan suppose que, comme ils ont échappé à la noyade, le tueur remettra ça à Paris. Ils montent un guet-apens au domicile de Jourdan, dans lequel tombe Manuel Boca : c'est lui qui, pour renflouer ses dettes, a fait faire les faux et vendu la collection. Il est arrêté, et Jourdan peut faire son rapport à Henri Zix. Grâce au chèque de Zix, Jourdan achète une nouvelle voiture, Crouton une canne (l'ancienne a été brulée sur le Pas), et Libellule un chapeau.

### Personnages
- Gil Jourdan
- Libellule
- Jules Crouton
- Queue-de-Cerise
- Nikita Zix
- Henri Zix, neveu de Nikita Zix
- Manuel Boca, secrétaire de Nikita Zix
- Julien, domestique de Nikita Zix

### Voitures remarquées

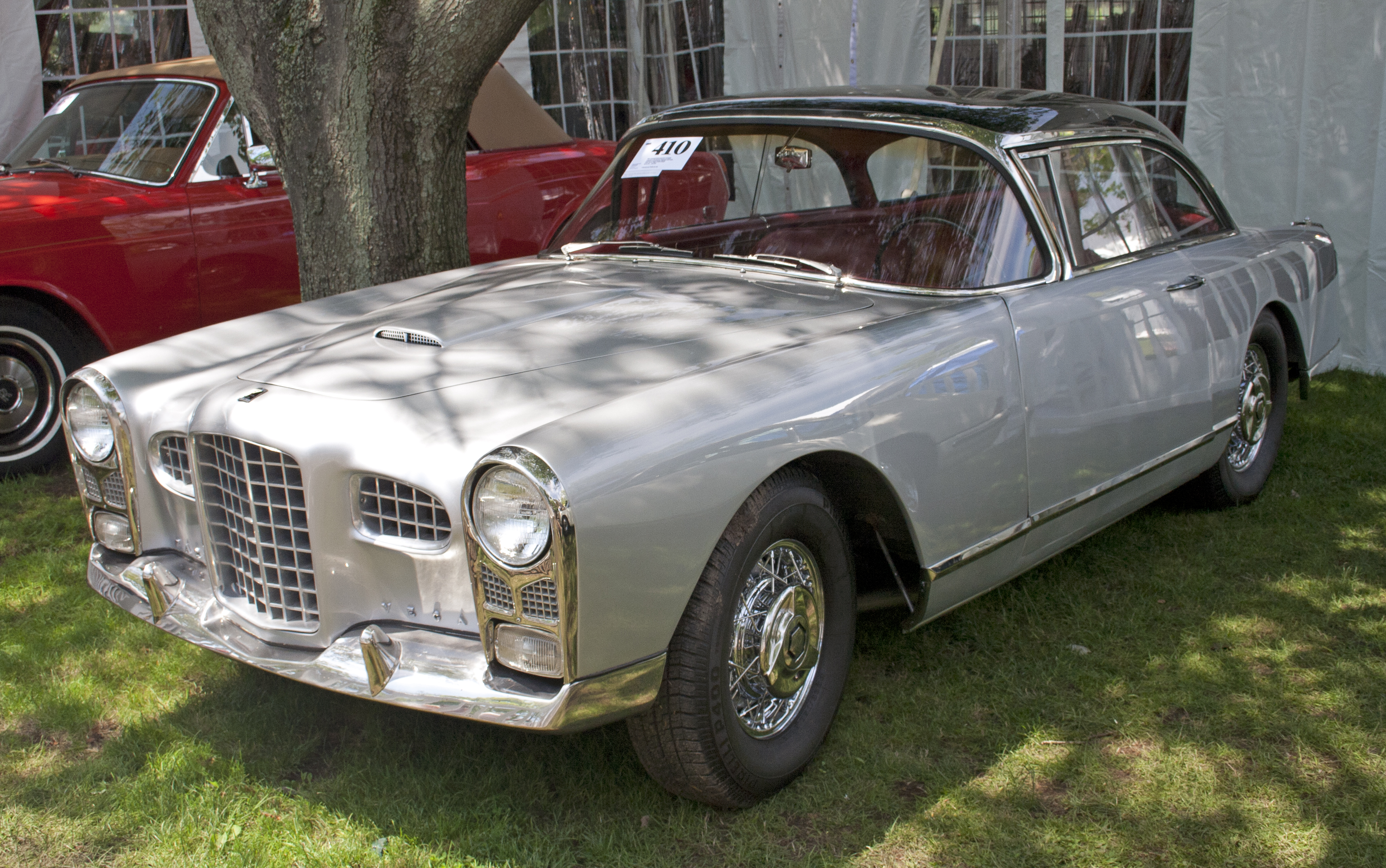
Une Facel Vega FV2 semblable à la voiture immergée.

- Facel Vega FV2[1], voiture de Nikita Zix
- Panhard Dyna Z[2], voiture de Boca
- Renault Dauphine[3],[4], voiture de Jourdan

### Réplique
Libellule vient de retrouver la trace du faussaire ayant fait les copies de la collection Zix.
- Jourdan : "Nous allons à Londres !"

- Libellule : "Ai-je le temps de manger un morceau ?"

- Jourdan : "Tu mangeras en Angleterre !"

- Libellule : "EN ANGLETERRE !!! Patron, qu'est-ce que je vous ai fait ???"

## Analyse

### Inspiration
Maurice Tillieux s'est peut-être inspiré de l'Île Tascon, qui, tout comme l'île du cœur de l'intrigue, se trouve dans le Morbihan et est accessible par une route émergée à marée basse, mais qui ne fait que 400 m. de long. D'après le "Dossier de la BD" n°10, c'est le passage du Gois sur l'île de Noirmoutier qui a inspiré le Pas-du-Malin., mais la configuration de la route et de l'Ile ressemble plus à Lindisfarne dans le comté de Northumberland, au nord-est de l'Angleterre, qui a servi au décor du film "Cul-de-sac", de Roman Polanski (route de 5 km, île plus petite et surplombée par un château médiéval construit par un moine).

## Publication

### Revues
Les planches de La Voiture immergée furent publiées dans l'hebdomadaire Spirou entre le 25 septembre 1958 et le 26 février 1959 (n°1067 à 1089).

### Album
La première édition de cet album fut publiée aux Éditions Dupuis en 1960 (dépôt légal 01/1960). On retrouve cette histoire dans Premières aventures, le tome 1 de la série Tout Gil Jourdan (Dupuis - 1985), ainsi que dans le tome 1 de la série Gil Jourdan - L'intégrale (Dupuis - 2009).